# Llano de la Parota, Metlatónoc
Llano de la Parota är en ort i Mexiko.   Den ligger i kommunen Metlatónoc och delstaten Guerrero, i den sydöstra delen av landet, 270 km söder om huvudstaden Mexico City. Llano de la Parota ligger 790 meter över havet och antalet invånare är 120.
Terrängen runt Llano de la Parota är huvudsakligen kuperad. Llano de la Parota ligger nere i en dal. Runt Llano de la Parota är det ganska glesbefolkat, med 24 invånare per kvadratkilometer. Närmaste större samhälle är Iliatenco, 17,9 km väster om Llano de la Parota. I omgivningarna runt Llano de la Parota växer huvudsakligen savannskog.